# Lincoln Heights (Ohio)
Lincoln Heights es una villa ubicada en el condado de Hamilton en el estado estadounidense de Ohio. En el Censo de 2010 tenía una población de 3286 habitantes y una densidad poblacional de 1.676 personas por km².

## Geografía
Lincoln Heights se encuentra ubicada en las coordenadas 39°14′36″N 84°27′25″O / 39.24333, -84.45694. Según la Oficina del Censo de los Estados Unidos, Lincoln Heights tiene una superficie total de 1.96 km², de la cual 1.96 km² corresponden a tierra firme y (0%) 0 km² es agua.

## Demografía
Según el censo de 2010, había 3286 personas residiendo en Lincoln Heights. La densidad de población era de 1.676 hab./km². De los 3286 habitantes, Lincoln Heights estaba compuesto por el 1.7% blancos, el 95.53% eran afroamericanos, el 0.33% eran amerindios, el 0.03% eran asiáticos, el 0.15% eran isleños del Pacífico, el 0.27% eran de otras razas y el 1.98% pertenecían a dos o más razas. Del total de la población el 0.52% eran hispanos o latinos de cualquier raza.